# Ольховка (Ачитський міський округ)
Ольхо́вка (рос. Ольховка) — присілок у складі Ачитського міського округу Свердловської області.
До 2010 року населений пункт, який існував у радянські часи, вважався знелюдненим та був ліквідований із реєстру. 15 липня 2010 року його статус був поновлений.